# Joël Le Bigot
Pour les articles homonymes, voir Bigot.
Joël Le Bigot, né le 28 mars 1946 à Livarot, en Basse-Normandie, est un animateur de radio québécoise, qui a animé depuis plus de 50 ans des magazines radiophoniques matinaux à CBF, la radio française de Radio-Canada à Montréal. Il a quitte l'antenne de Radio-Canada le 18 juin 2022.

## Biographie
Né au lendemain de la Seconde Guerre mondiale, sa famille émigre en Amérique alors qu'il n'a que deux ans. En février 1948, la famille Le Bigot emménage « avec trois enfants et sans un sou en poche » dans un logement de la rue Préfontaine, dans Hochelaga, un quartier populaire de l'est de la métropole québécoise, au terme d'un périple en mer, via Londres et New York,
En 1965, après un examen de fin d'année à l'Académie Nationale des Annonceurs, il est entendu les fins de semaine à CJMS-FM,, puis devient annonceur à Radio-Canada en 1967. Il commence sa carrière radiophonique à CBJ 1580, la station régionale de Radio-Canada à Chicoutimi, où il passe trois années. De retour à Montréal, il anime plusieurs magazines d'actualité à la télévision de Radio-Canada, dont Format 30, Ce soir, Le Téléjournal et Science réalité.

### CBF-Bonjour
En 1977, il prend la barre de l'émission matinale CBF-Bonjour à l'antenne de CBF. En compagnie d'une série de collaborateurs et de chroniqueurs, l'émission diffusée en semaine de 6 h à 9 h est un magazine radiophonique au rythme rapide, qui allie l'information de service — comme la météo et le bulletin de circulation —; aux actualités culturelles, sportives et à la revue des grands titres des journaux, des éditoriaux et des caricatures. Inspiré par le style plus informel d'annonceurs comme Guy Mauffette et Wilfrid Lemoine — avec qui il a travaillé à la télévision —, le ton de l'émission est informel, laissant une grande place au va-et-vient entre l'animateur-chef d'orchestre et ses chroniqueurs.
Il s'entoure d'une équipe de collaborateurs fidèles au cours des ans, parmi lesquels on trouve notamment l'annonceur sportif Raymond Lebrun, le météorologue Alcide Ouellet, la chroniqueuse artistique Francine Grimaldi, le chroniqueur de circulation aux calembours Roger Laroche et l'ex-Cynique Marc Laurendeau.
CBF Bonjour est un véhicule que l'animateur utilise pour faire découvrir au public montréalais sa passion pour le grand large et la voile. Le Bigot a découvert ce sport en 1975, au cours d'une croisière entre la Guadeloupe et les Grenadines, à bord d'un bateau de 72 pieds Hygie.
Sa passion pour la voile l'amène au fil des ans à couvrir des expéditions océanographiques du navire québécois Sedna IV en Arctique et en Antarctique. Il a également pris part, en 1984, à la première édition de la Transat TAG Québec-Saint-Malo, à bord d'un voilier affrété par Radio-Canada.
Le Bigot s'implique aussi dans des causes sociales. Ému par la situation de dénuement des sans-abris du centre-ville de Montréal, Le Bigot mobilise son équipe dans une opération coup de poing à Dernier Recours. Le 21 décembre 1990, l'animateur et son équipe s'installent au coin de la rue Sanguinet et du boulevard René-Lévesque pour recueillir des vêtements, de la nourriture et de l'argent de ses auditeurs, ralentissant la circulation au centre-ville.
Après la fermeture de Dernier Recours, l'équipe de Le Bigot s'associe à l'organisme caritatif Jeunesse au soleil pour répéter l'initiative annuelle, maintenant connue sous le nom de Guignolée des médias.

### Année sabbatique
Malgré les succès d'écoute de l'émission, les années 1990 sont difficiles pour Radio-Canada. Le plan d'austérité financière du gouvernement de Jean Chrétien affecte les budgets alloués à la société publique et le moral des artisans de la radio-télévision publique est affecté. Le Bigot, le réalisateur Jacques Bouchard et une partie de ses collaborateurs quittent CBF-Bonjour le 31 décembre 1996. Après 19 ans et 4 mois de présence quotidienne, l'animateur explique son départ en année sabbatique par son âge — il vient d'avoir 50 ans.
L'animateur, qui arbore fièrement une barbe de loup de mer depuis 40 ans, profite de cette année de relâche pour s'embarquer à bord de cargos — il traverse notamment l'Atlantique à bord du cargo Fort Desaix, transportant 10 000 tonnes de bananes de Pointe-à-Pitre au Havre. Après un séjour de 11 mois qui le conduira aussi en Italie, en Turquie, en Égypte, en Allemagne, en Espagne, à Panama et au Chili, Le Bigot rentre au bercail le 2 décembre 1997.

### Le roi des fins de semaine
Le 11 janvier 1998, il revient à l'antenne de la Première chaîne de Radio-Canada avec sa nouvelle émission Samedi et rien d'autre. Réalisée par Jacques Bouchard, un complice de longue date à CBF-Bonjour, l'émission reprend la formule de l'ancienne émission matinale de semaine et l'adapte à une diffusion de 4 heures, le samedi matin.
Samedi et rien d'autre accueille un groupe de 17 chroniqueurs qui parlent de sujets comme la cuisine, l'histoire, les nouvelles technologies, le cinéma, la musique classique et l'environnement. S'ajoute à ces chroniques des entrevues ainsi que de la météo, les nouvelles du sport avec Richard Garneau, la chronique culturelle de Francine Grimaldi, une réflexion de Gilles Archambault ainsi qu'un billet humoristique du comédien François Parenteau. L'émission connaît immédiatement du succès auprès de l'auditoire montréalais et une édition dominicale, Pourquoi pas le dimanche, est ajoutée à compter de septembre 1998.
L'émission est secouée par la controverse en décembre 2005, alors que la direction de Radio-Canada congédie l'humoriste Parenteau, lui reprochant d'avoir un « style éditorial et pamphlétaire ». Le congédiement, qui survient au milieu d'une campagne électorale fédérale chaudement disputée, suscite une vive controverse au Québec; quelque 150 auditeurs déposent des plaintes auprès de l'ombudsman de Radio-Canada. Dans une décision publiée en février 2006, l'ombudsman Renaud Gilbert rejette les plaintes, indiquant que le non-renouvellement du contrat de M. Parenteau était « légal et légitime » et qu'il ne s'agissait pas de censure.